# پیر لاوال
پیر لاوال (به فرانسوی: Pierre Laval) (زاده ۲۸ ژوئن ۱۸۸۳ – درگذشته ۱۵ اکتبر ۱۹۴۵) سیاستمدار فرانسوی در سن ۲۰ سالگی به حزب سوسیالیست پیوست. او در ۲۳ سالگی شهردار یکی از شهرهای فرانسه شد و از گرایش مارکسیستی به راست تغییر ماهیت یافت.
پیر لاوال در سن ۲۵ سالگی پست وزارت راه را بعهده گرفت و سال بعد در ۱۹۲۶ وزیر دادگستری گردید.
در سال ۱۹۳۱ روزنامه تایمز وی را به عنوان مرد سال انتخاب نمود.
پیر لاوال در سال ۱۹۳۶ وزیر امور خارجه بود و موفق شد قرارداد و موافقت نامه همگرایی بین فرانسه و ایتالیا را به امضاء برساند.
پس از سقوط فرانسه در سال ۱۹۴۰ او به همراهی مارشال پتن، حکومت ویشی فرانسه را بنیان گذاشت و آزادیخواهان و مبارزان با رژیم اشغالگر نازی را مورد تعقیب قرار داد.

## حکومت ویشی
حین جنگ جهانی دوم بعد از اشغال خاک فرانسه توسط آلمان نازی یک دولت فرانسوی به ظاهر مستقل در شهر ویشی در جنوب کشور پا گرفت.
در سال ۱۹۴۴ نیروهای مقاومت به کمک متفقین نازیها را شکست می‌دهند و عمر دولت ویشی هم به پایان می‌رسد.
ریاست دولت ویشی بر عهده مارشال پتن بود و معاونت وی را پیر لاوال بعهده داشت. پیر لاوال مدتی نخست وزیر «دولت ویشی» بود. پیر لاوال طرفدار اتحاد با آلمان نازی بود.

## اعدام پیر لاوال

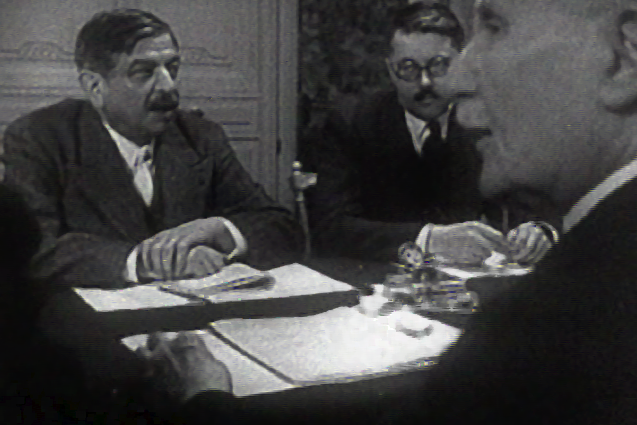
پیر لاوال و ژنرال پتن

پیر لاوال پس از سقوط هیتلر توسط آمریکایی‌ها در اسپانیا بازداشت شد و به فرانسه تحویل گردید و در آن کشور به جرم خیانت محاکمه و محکوم و اعدام گردید.
ژنرال پتن و پیر لاوال هردو به اعدام محکوم شدند. دوگل حکم ژنرال پتن را تبدیل به حبس ابد نمود. اما پیر لاوال اعدام شد.
پیر لاوال متهم شده که با هیتلر از در سازش درآمده بود و به همین دلیل خائن به فرانسه است.
وی در دفاع از خود این اتهام را رد کرد و گفت که در آن زمان اگر این کار نمی‌کرد فرانسه نابود و بسیاری از فرانسویان کشته می‌شدند.
پیر لاوال هنگام تیرباران با صدای بلند فریاد زد: درود بر فرانسه، درود بر فرانسه